# Classifica perpetua del campionato italiano open di ultimate frisbee
La classifica perpetua del campionato italiano open di ultimate frisbee è una classifica globale in cui compaiono tutte le squadre, gestite da società affiliate alla Federazione Italiana Flying Disc (F.I.F.D.), che hanno partecipato almeno una volta al campionato italiano open di ultimate frisbee a partire dalla stagione disputata nel 2001. Tale graduatoria, nell'ambito dell'ultimate frisbee italiano, è utile a fini statistici e storici.

## Genesi della graduatoria
Nella classifica perpetua del campionato italiano open di ultimate frisbee vengono, come indicato precedentemente, inserite tutte le squadre, gestite da società affiliate alla Federazione Italiana Flying Disc (F.I.F.D.), che hanno partecipato almeno una volta al campionato italiano open di ultimate frisbee. Le squadre pick-up, se riconosciute come tali dalla Federazione, e le squadre "fuse", ovvero derivanti dalla fusione di due squadre, vengono considerate ai fini della graduatoria. Le squadre omonime, intendendo con questo termine le squadre della stessa società che mostrano nel nome il suffisso numerico o letterale (ad esempio Cus Bologna 2 o Ultimate Milano B eccetera), non vengono incluse. Le squadre che hanno cambiato il nome nel corso delle stagioni sono indicate con entrambi i nomi in ordine cronologico. La prima stagione considerata per far partire la graduatoria è quella disputata nel 2001 poiché non si possiedono notizie precedenti a tale anno; la Federazione sta cercando di ovviare a tale lacuna storica operando ricerche nel settore.
La classifica viene determinata considerando nell'ordine: punteggio, punteggio percentuale relativo, vittorie, partecipazioni.
Il punteggio P è la sommatoria dei punteggi parziali p guadagnati dalla squadra al termine di ogni stagione a cui ha partecipato. Il punteggio parziale si determina come la differenza tra 1 e la posizione in classifica fratto il numero di squadre partecipanti T. Per le squadre che hanno cambiato il nome nel corso delle stagioni il punteggio P è il totale dei punteggi ottenuti con i vari nomi.
{\displaystyle p=1-{\frac {position}{T}}} {\displaystyle \Rightarrow } {\displaystyle P=\sum _{}p=\sum _{}(1-{\frac {position}{T}})}
Con il termine punteggio migliore si intende la differenza tra 1 ed il rapporto tra 1 ed il numero di squadre partecipanti ad una data stagione; rappresenta di fatto il più alto punteggio ottenibile in una determinata stagione. 
Il punteggio percentuale relativo (P% (rel)) è il rapporto tra il punteggio P di una squadra e la sommatoria dei punteggi migliori delle stagioni alle quali la squadra ha partecipato. Il punteggio percentuale assoluto (P% (abs)) è il rapporto tra il punteggio P di una squadra e la sommatoria dei punteggi migliori di tutte le stagioni disputate (a partire dal 2001), comprese quelle a cui la squadra non ha partecipato. In generale:
{\displaystyle P\%={\frac {P}{\sum _{}(1-{\frac {1}{T}})}}}
Con N si indica il numero di stagioni alle quali una squadra ha partecipato mentre con V si indicano il numero di titoli di Campione d'Italia conquistati dalla stessa. N* è il numero di stagioni disputate in senso assoluto, nel 2001 si aveva ad esempio N*=1 mentre nel 2011 N*=11. # è il ranking della graduatoria.
Lo Scarto (S) è la differenza tra il punteggio P di una squadra ed il punteggio di un'ipotetica squadra che abbia partecipato a tutte le stagioni (dal 2001) piazzandosi sempre esattamente a metà classifica (anche con posizione non intera se il numero di squadre T è dispari). essendo il parziale di questa squadra fittizia esattamente p=0,5 si ha che:
{\displaystyle S=P-0,5N^{*}}

## Classifica perpetua CIU
| #  | Squadra                 | Società                           | Città               | P     | P% (abs) | P% (rel) | N      | V | Scarto |
| 1  | Cus Bologna             | C.U.S. Bologna                    | Bologna             | 9,225 | 90,185   | 90,185   | 11     | 2 | +3,725 |
| 1  | Cusb La Fotta           | C.U.S. Bologna                    | Bologna             | 9,225 | 90,185   | 90,185   | 11     | 2 | +3,725 |
| 2  | Cotarica                | Libera Società del Frisbee        | Rimini              | 9,159 | 89,540   | 98,728   | 10 [1] | 8 | +3,659 |
| 3  | Flying Bisc             | Tuscan Flying Bisc Association    | Prato/Firenze       | 7,410 | 72,441   | 72,441   | 11     | 1 | +1,910 |
| 4  | Ultimate Milano         | A.S. Flying Disc Martesana        | Milano              | 6,997 | 68,404   | 68,404   | 11     | 0 | +1,497 |
| 5  | Mucche al Pascolo       | A.S.D. Ultimate Bergamo           | Bergamo             | 6,938 | 67,827   | 67,827   | 11     | 0 | +1,438 |
| 6  | Spaccamadoni            | Ultimate Frisbee Fano Association | Fano                | 4,932 | 48,216   | 52,726   | 10     | 0 | -0,568 |
| 7  | Canieporci              | A.S.D. Ultimate Frisbee Imola     | Imola               | 4,784 | 46,769   | 51,144   | 10     | 0 | -0,716 |
| 8  | Barbastreji             | A.S. Padova Ultimate Frisbee      | Padova              | 3,825 | 37,658   | 45,786   | 9      | 0 | -1,648 |
| 9  | Scadour                 | Libera Società del Frisbee        | Rimini              | 3,401 | 33,249   | 60,732   | 6      | 0 | -2,099 |
| 9  | L.S.D.                  | Libera Società del Frisbee        | Rimini              | 3,401 | 33,249   | 60,732   | 6      | 0 | -2,099 |
| 10 | Voladora                | A.S.D. Voladora                   | Parma               | 2,861 | 27,969   | 30,850   | 10     | 0 | -2,639 |
| 11 | Frasba dal Lac          | A.S.D. Frasba dal Lac             | Como                | 2,423 | 23,688   | 36,762   | 7      | 0 | -3,077 |
| 12 | BeeFree                 | Associazione Ultimate Torino      | Torino              | 2,388 | 23,345   | 50,454   | 5      | 0 | -3,112 |
| 13 | Cesena Ultimate Bradipi | A.S. 45 Giri Frisbee Forlì        | Cesena              | 2,102 | 20,549   | 77,422   | 3      | 0 | -3,398 |
| 14 | Cusb Zero51             | C.U.S. Bologna                    | Bologna             | 2,005 | 19,601   | 70,326   | 3      | 0 | -3,495 |
| 15 | Extradry                | A.S.D. Extradry Ultimate Frisbee  | Venezia             | 1,603 | 15,671   | 34,034   | 5      | 0 | -3,897 |
| 16 | Zacapa                  | C.U.S. Modena                     | Modena              | 1,400 | 13,687   | 21,575   | 7      | 0 | -4,100 |
| 16 | DiscoStu                | C.U.S. Modena                     | Modena              | 1,400 | 13,687   | 21,575   | 7      | 0 | -4,100 |
| 17 | Ultimate Pirates        | Tuscan Flying Bisc Association    | Viareggio           | 1,215 | 11,878   | 32,067   | 4      | 0 | -4,285 |
| 18 | 45 Giri                 | A.S. 45 Giri Frisbee Forlì        | Forlì               | 0,559 | 5,465    | 14,800   | 4      | 0 | -4,941 |
| 19 | Jokers                  | Polisportiva Budrio               | Budrio              | 0,463 | 4,526    | 24,279   | 2      | 0 | -5,037 |
| 20 | U.F.O.                  | Polisportiva Oltrefersina         | Trento              | 0,317 | 3,099    | 11,174   | 3      | 0 | -5,183 |
| 21 | Cus Brescia Bubba       | C.U.S. Brescia                    | Brescia             | 0,278 | 2,718    | 29,449   | 1      | 0 | -5,222 |
| 22 | Frisbeestika            | Ultimate Frisbee Fidenza          | Fidenza             | 0,237 | 2,317    | 12,880   | 2      | 0 | -5,263 |
| 23 | Masi Alligators         | A.S.D. Polisportiva Giovanni Masi | Casalecchio di Reno | 0,147 | 1,437    | 7,741    | 2      | 0 | -5,353 |
| 24 | Cusb Swing Drunken Disc | C.U.S. Bologna                    | Bologna             | 0,136 | 1,330    | 14,241   | 1      | 0 | -5,364 |
| 25 | Windy Aosta             | A.S.D. Ultimate Valle d'Aosta     | Aosta               | 0     | 0,000    | 0,000    | 2      | 0 | -5,500 |
| 26 | Cusb Red Bulls          | C.U.S. Bologna                    | Bologna             | 0     | 0,000    | 0,000    | 1      | 0 | -5,500 |
| 27 | Bintars                 | Polisportiva Codroipo             | Udine               | 0     | 0,000    | 0,000    | 1      | 0 | -5,500 |

AGGIORNAMENTO: Stagione 2011
NOTE:
Le squadre partecipanti all'ultima stagione a cui è aggiornata la classifica sono segnate in grassetto.
[1] Le stagioni disputate dal Cotarica sono 10 poiché nel 2009 la squadra fu divisa in due formazioni: Cotarica Homeless e Cotarica Piligrims, considerate di fatto squadre omonime del Cotarica.